# Lomaptera pseudorufa
Lomaptera pseudorufa är en skalbaggsart som beskrevs av Heller 1899. Lomaptera pseudorufa ingår i släktet Lomaptera och familjen Cetoniidae.

## Underarter
Arten delas in i följande underarter:
- L. p. pukusama
- L. p. hydrographica